# Юлия, или Новая Элоиза
«Ю́лия, и́ли Но́вая Элои́за» (фр. Julie ou la Nouvelle Héloïse) — роман в письмах, написанный Жан-Жаком Руссо в 1757—1760 годах. Одно из центральных произведений литературы сентиментализма, породившее моду на «сельский вкус»  и швейцарские пейзажи.
Вторая часть названия отсылает читателя к средневековой истории любви Элоизы и Абеляра, на которую похожа судьба главных героев романа Юлии д’Этанж и Сен-Прё. Роман пользовался огромным успехом у современников. За первые 40 лет «Новая Элоиза» только официально переиздавалась 70 раз, — успех, какого не имело ни одно другое произведение французской литературы XVIII века.

## Сюжет
Сен-Прё, одарённый молодой человек незнатного происхождения, работает в усадьбе на берегу швейцарского озера домашним учителем дочери барона д’Этанжа и, подобно средневековому Абеляру, влюбляется в свою ученицу — Юлию. Та отвечает ему взаимностью и даже дарит первый поцелуй. Она понимает, что сожительство без брака не может быть одобрено её родителями, а брака с человеком низшего статуса отец никогда не одобрит (ведь он уже давно определил ей в мужья своего старого друга де Вольмара).
Уступая своим чувствам, Юлия всё более сближается с Сен-Прё и соглашается на ночные свидания с ним. Когда Сен-Прё в запальчивости вызывает на поединок другого поклонника девушки, милорда Эдуарда, Юлия примиряет врагов, и они становятся лучшими друзьями. Старый барон, узнав об их связи, запрещает дочери встречаться с Сен-Прё. Милорд увозит друга в дальние края, не дав ему попрощаться с любимой. Тем не менее они продолжают переписываться. Обнаружение переписки оборачивается для матери Юлии такими волнениями, что она преждевременно сходит в могилу. В порыве раскаяния Юлия принимает предложение вступить в брак с почтенным Вольмаром.
Через несколько лет Сен-Прё возвращается в усадьбу из кругосветного путешествия. Он видит Юлию де Вольмар в окружении двух сыновей. Вольмар, всеми уважаемый человек высоких достоинств, предлагает ему заняться воспитанием последних. Сен-Прё рассчитывает стать для Юлии просто другом, но в глубине души сомневается в том, насколько это возможно. Юлия, спасая упавшего в реку сына, простывает. Её простуда оказывается смертельной. В последнем письме к Сен-Прё она признаётся, что всю жизнь любила только его, и благодарит судьбу, что та избавляет её добродетель от новых испытаний.

### Основные герои
- Юлия д’Этанж, в замужестве госпожа де Вольмар. Любит Сен-Прё, своего учителя, становится его тайной любовницей. После решительного отказа своего отца, барона д’Этанжа, в разрешении на этот брак продолжает любить Сен-Прё, но выходит замуж за де Вольмара.
- Сен-Прё — бедный разночинец, влюблённый в Юлию д’Этанж. Его настоящее имя в романе не раскрывается. Сен-Прё (фр. Saint-Preux) — это псевдоним, который ему дала Юлия в начале их отношений, называя его «своим Витязем» (фр. mon Preux). Из записки к письму в третьей части романа выясняется, что инициалы его настоящих имени и фамилии «С. Г.»[2].
- де Вольмар[3] — польский дворянин «греческой веры», вернувшийся из сибирской ссылки вольнодумцем; близкий друг отца Юлии, в благодарность пообещавшего выдать за него свою дочь. Знает о любви и предыдущих отношениях Юлии и Сен-Прё, но доверяет их чувству долга и благородству.
- Клара д’Орб — кузина Юлии, её лучшая и верная подруга.
- милорд Эдуард Бомстон — английский дворянин. В начале Сен-Прё вызывает его на дуэль из-за Юлии. Дуэль удаётся предотвратить, а милорд Эдуард (так его обычно называют в романе) становится самым близким другом Сен-Прё.

- Иллюстрации к роману
- «Прогулка Юлии и Сен-Прё по Женевскому озеру»
(часть IV, письмо XVII)
Шарль Эдуард Лё Пренс, 1824, Музей Руссо[фр.] в Монморанси
- Юлия и Сен-Прё.
Иллюстрация к французскому изданию 1878 года
- Сен-Прё на берегу озера.
Немецкое издание 1840 года
- Юлия читает письмо Сен-Прё.
Немецкое издание 1840 года

## История создания
В «Письме к Д’Аламберу» Руссо называет «Клариссу» лучшим из романов. Его «Новая Элоиза» написана под очевидным влиянием Ричардсона. Руссо не только взял аналогичный сюжет — трагическую судьбу героини, погибающей в борьбе целомудрия с любовью или соблазном, — но и усвоил себе самый стиль чувствительного романа. Форма романа — эпистолярная; он состоит из 163 писем и эпилога. Читателям XVIII века такая форма нравилась, так как письма представляли лучший повод к бесконечным рассуждениям и излияниям во вкусе того времени. Все это было и у Ричардсона.
Руссо внёс в «Новую Элоизу» много и своего, им лично пережитого и ему дорогого. Сен-Прё — это он сам, но вознесённый в сферу идеальных и благородных чувств; женские лица романа — образы женщин, оставивших след в его жизни; Вольмар — его друг Сен-Ламбер, сам предложивший ему развлекать графиню д’Удето; театр действий романа — его родина; наиболее драматические моменты романа разыгрываются на берегу Женевского озера. Всё это усиливало впечатление, которое производил роман. Но главное его значение — в данных им новых типах и новых идеалах. Руссо создал тип «нежного сердца», «прекрасной души», расплывающейся в чувствительности и слезах, всегда и во всём руководящейся во всех случаях жизни, во всех отношениях и суждениях — чувством.
В своей «Исповеди» Руссо пишет, что к февралю 1758 года «Новая Элоиза» была готова едва наполовину, а завершена зимой 1758/1759 года. Однако по свидетельству современников Руссо, уже в декабре 1757 года он читал полностью написанный роман своему другу Дидро, хотя окончательное редактирование и могло продолжаться ещё год после этого.

Как уже было отмечено чуть выше, на сюжет романа несомненно повлияли личные переживания Руссо. Весной 1756 года он поселился в Эрмитаже, вилле около Монморанси, куда его пригласила мадам д’Эпине, почитательница французских энциклопедистов и подруга Гримма. Там Руссо задумывает роман о любви учителя к его ученице, первые две главы которого были готовы к концу года. 
Весной следующего года на виллу приезжает 26-летняя Софи д’Удето, родственница госпожи д’Эпине. 44-летний Руссо вскоре влюбляется в неё и признаётся в своих чувствах. Однако Софи, влюблённая тогда в поэта Сен-Ламбера и ждущая его возвращения из Германии, попросила Руссо удовольствоваться ролью друга. В изменённом и идеализированном виде эта история была использована Руссо в развитии сюжета его произведения.

## Состав романа
Роман состоит из 6 частей. На титульном листе размещён эпиграф на итальянском, взятый из сонета Петрарки на смерть Лауры:

| Non la conobbe il mondo, mentre l’ebbe: |  | Мир не знал её, пока она была жива, |
| Conobill’io ch’a pianger qui rimasi.    |  | Но знал я и остался её оплакать.    |
— Сонет CCCXXXVIII
На фронтисписе издатель романа Рей хотел поместить личный девиз Руссо «vitam impendere vero» («посвятить жизнь истине»), взятый писателем из 4-й сатиры Ювенала. Однако Руссо посчитал дурным вкусом размещать на одном развороте книги тексты на трёх разных языках (французском, итальянском и латинском).
За названием романа следует подзаголовок: «Письма двух любовников, живущих в маленьком городке у подножия Альп. Собраны и изданы Ж.-Ж. Руссо». Таким образом Руссо придавал большую достоверность излагаемой истории, выступая не как сочинитель, а как знакомый героев, собравший и опубликовавший их письма.
Через несколько дней после первого выхода романа, 18 февраля 1761 года, Руссо отдельно опубликовал «Второе предисловие» к роману, написанное в форме диалога автора и издателя.
В парижское издание 1764 года был добавлен «Перечень писем» с кратким изложением каждого из них. Сам Руссо не принимал в этом участия, но позднее одобрил идею, и в полные издания романа его обычно включают.
Стандартной частью изданий стали и «Сюжеты гравюр», в которых Руссо детально описывает сюжеты и требования по исполнению всех 12 гравюр для первого издания.
Напротив, из прижизненных изданий Руссо исключил вставную новеллу «Любовная история милорда Эдуарда Бомстона», так как посчитал, что она по своему тону противоречит общему стилю романа и «трогательной простоте» его сюжета. Новелла была впервые напечатана уже после смерти Руссо в женевском издании 1780 года.

## Успех
«Новая Элоиза» способствовала распространению руссоистского культа сельской жизни. Так, французская королева Мария-Антуанетта, начитавшись в романе рассуждений Руссо о пользе молока, велела выстроить в Малом Трианоне настоящую молочную форму, где появлялась перед придворными в наряде молочницы.
Роман впервые привлёк всеобщее внимание к красотам швейцарской ривьеры. Обязательным пунктом всех гран-туров конца XVIII века становится посещение Швейцарии (а не только античных развалин, которые служили до этого основным объектом туристического интереса). Среди путешественников, которые колесили по Швейцарии с «Новой Элоизой» в руке, — Джеймс Босуэлл (1764), Николай Карамзин (1789), лорд Байрон (1816).
Большую популярность получило предложенное Руссо в романе сравнение религии с опиумом.

### «Новая Элоиза» в России
Первое издание на русском языке было напечатано в 1769 году в переводе П. С. Потёмкина. В 1792-м вышел ещё один, анонимный, перевод. В XIX веке роман переводился дважды: А. А. Палицыным в 1803—1804 годы (второе издание в 1820—1821 годы) и П. П. Кончаловским в 1892 году.
В советское время академическое издание романа с приложениями и обширными комментариями вошло во второй том Избранных сочинений Руссо (Жан-Жак Руссо. Избранные сочинения. — М.: Гослитиздат, 1961. — Т. 2.). Части I—III переведены А. А. Худадовой, части IV—VI переведены Н. И. Немчиновой. Этот же перевод был использован в антологии 2008 года.
Литературоведы неоднократно отмечали сюжетную перекличку «Новой Элоизы» с романом Пушкина «Евгений Онегин». Эта книга Руссо была любимым чтением Татьяны Лариной, которая, подобно Юлии, преодолела искушение адюльтера, сохранив верность почтенному супругу.
По суждению Владимира Набокова, «со стороны художественной роман представляет собой весьма жалкое сочинение», а его грандиозный успех был предопределён «романтическими нотами и драматичными восклицаниями („О варвар!“, „О заблудшая дщерь!“, „Дикарь во облике человеческом!“), которыми переписывающиеся осыпают то самих себя, то своего адресата».

### Комментарии
1. Руссо хотел проиллюстрировать книгу 12 гравюрами, к которым сам написал подробные инструкции для гравёра. Так как мастерская Гравело, где был размещён заказ, задерживала сроки сдачи, гравюры вышли отдельным приложением уже после публикации романа. Предлагаемая гравюра является седьмой в списке Руссо. Она иллюстрирует приезд Сен-Прё в имение Юлии де Вольмар и её мужа, который уже знает, что Сен-Прё был любовником Юлии, но доверяет благородству Сен-Прё и своей жены (часть IV, письмо VI). Под гравюрой Руссо хотел поместить подпись «Доверие прекрасных душ».
2. ↑  Руссо хотел проиллюстрировать книгу 12 гравюрами, к которым сам написал подробные инструкции для гравёра. Так как мастерская Гравело, где был размещён заказ, задерживала сроки сдачи, гравюры вышли отдельным приложением уже после публикации романа. Предлагаемая гравюра является седьмой в списке Руссо. Она иллюстрирует приезд Сен-Прё в имение Юлии де Вольмар и её мужа, который уже знает, что Сен-Прё был любовником Юлии, но доверяет благородству Сен-Прё и своей жены (часть IV, письмо VI). Под гравюрой Руссо хотел поместить подпись «Доверие прекрасных душ».